# Софія Магдалена Данська
Софія Магдалена Данська та Норвезька (дан. Sophie Magdalene af Danmark og Norge, 3 липня 1746 — 21 серпня 1813) — королева-консорт Швеції у 1771—1792 роках, уроджена принцеса Данії та Норвегії з Ольденбурзької династії, донька короля Данії та Норвегії Фредеріка V й британської принцеси Луїзи, дружина короля Швеції Густава III, матір короля Швеції Густава IV Адольфа.

## Біографія

### Дитинство та юність
Софія Магдалена народилася 3 липня 1746 року у палаці Крістіансборґ у Копенгагені за часів правління свого діда Крістіана VI. Вона стала другою дитиною та старшою донькою в родині кронпринца Фредеріка та його першої дружини Луїзи Великобританської. За місяць після її народження батько обійняв престол королівства.
Дівчинка мала старшого брата Крістіана, який помер у червні 1747 року. Протягом наступних чотирьох років у неї з'явилися молодші сестри Вільгельміна Кароліна та Луїза й брат, названий на честь старшого Крістіаном. До його появи Софія Магдалена вважалася кронпринцесою Данії та Норвегії. Батьки були популярними правителями, особливо матір. Луїза сама вчила доньок співу та винаймала для дітей вчителів данської мови, у колі родини спілкувалася також мовою нової батьківщини. У перемовинах 1751 року щодо можливого шлюбу Софії Магдалени зі спадкоємцем престолу Швеції рішуче виступила проти цього союзу. Вона раптово померла ще зовсім молодою, будучи вагітною шостою дитиною, коли старшій доньці було 5 років. Батько за кілька місяців одружився вдруге з німецькою принцесою Юліаною Марією Брауншвейг-Вольфенбюттельською, яка невдовзі народила йому сина Фредеріка. Вихованням дітей чоловіка від першого шлюбу Юліана не займалася.
Принцеса виховувалася у релігійному дусі під наглядом бабусі Софії Магдалени. Мала добрі стосунки з рідними, однак побоювалася батька, який часто був нетверезим.
Від 1751 року Софія Магдалена була заручена зі шведським кронпринцом Густавом, сином правлячого короля Адольфа Фредеріка, і виховувалася як майбутня королева Швеції. Як наречену її обрав шведський риксдаг, а не правлячий королівський дім. Королева Швеції Луїза Ульріка була незадоволена вибором уряду, з яким постійно конфліктувала. Майбутня свекруха часто виказувала презирство до всього данського та зневажливо зверталася до данських послів у Стокгольмі.
У 1760 році знову піднялося питання заручин із принцом Густавом. Королева Швеції почала переговори з данським урядом, бажаючи скасувати можливий союз та одружити сина з німецькою принцесою. Луїза Ульріка наголошувала, що заручини були нав'язані колишнім канцлером Тессіном і більше не мають ваги. Однак, народ Швеції схвально ставився до шлюбу спадкоємця з данською принцесою, сподіваючись, що вона виявиться схожою на королеву Ульріку Елеонору, дружину Карла XI, відому своїєю добротою та милосердям. Цю думку поділяла політична партія «шапок» у риксдагу. Ідею підтримував і король Фредерік V, стверджуючи, що не може жертвувати інтересами дочки через примхи шведської королеви. У 1764 року з ним погодився сам принц Густав, який намагався позбутися впливу владної матері. 
3 квітня 1766 року про весілля було оголошено публічно. Коли в Стокгольмі показали портрет Софії Магдалени, Луїза Ульріка прокоментувала: «Чому ти виглядаєш вже закоханим у неї, Густав! Вона ж виглядає дурноюǃ», після чого, звернувшись до свого середнього сина, додала: «Тобі вона підійде більше!» Змальовували Софію Магдалену в ті часи як красиву білявку з гарною фігурою, високим лобом та великими блакитними очима.
За кілька місяців перед цим помер Фредерік V і королем Данії став 17-річний брат Софії Магдалени, Крістіан VII.

### Кронпринцеса

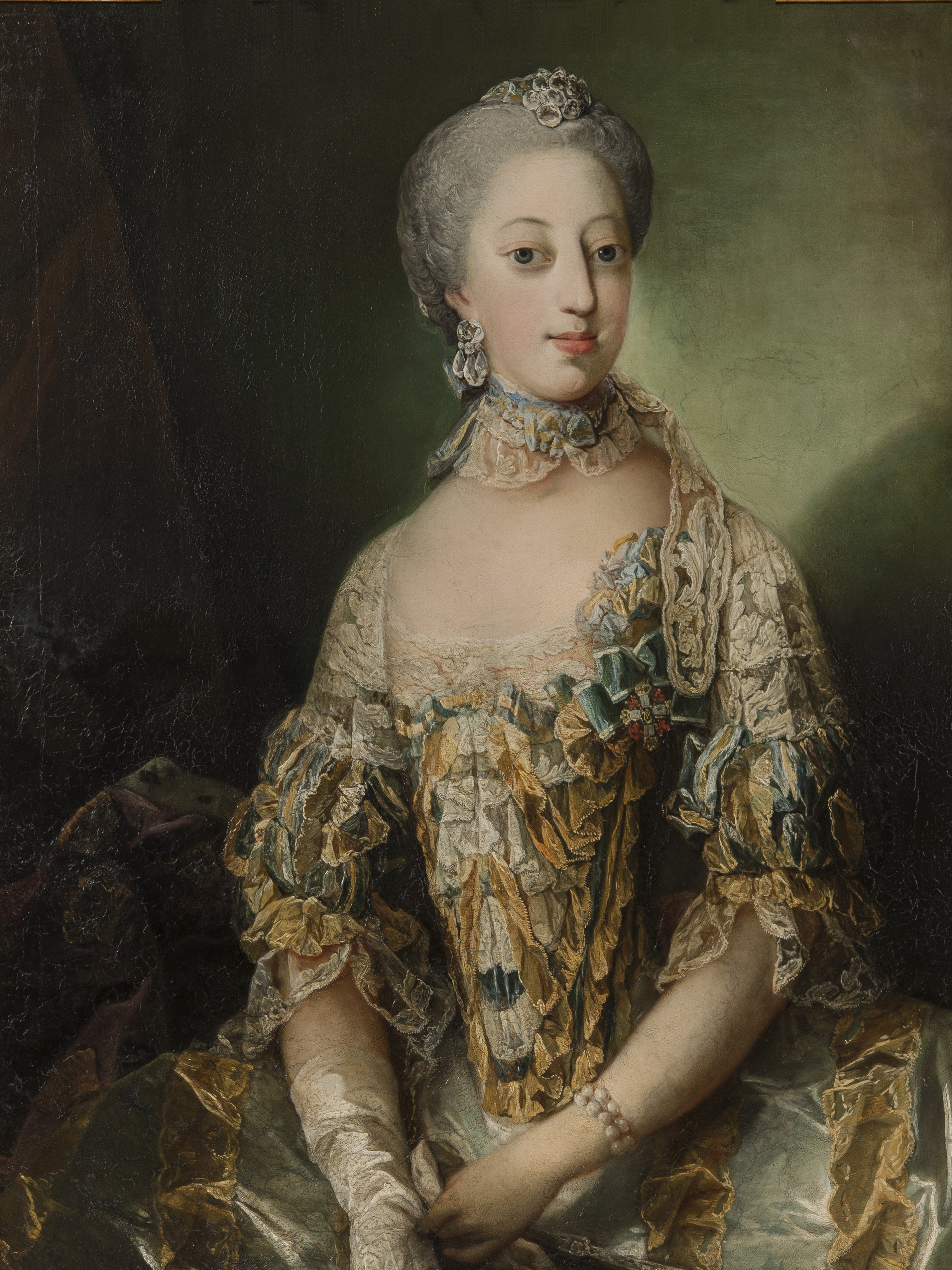
Софія Магдалена на портреті К. Г. Піло, близько 1765 року

У 20 років Софія Магдалена одружилася зі шведським кронпринцом Густавом, своїм однолітком. Шлюб за домовленістю був укладений у Крістіансборґу 1 жовтня 1766. Нареченого представляв її брат Фредерік. Після цього на королівській яхті принцеса відпливла з Кронборгу через Ересунн до Гельсінборгу. Більше до батьківщини вона не поверталася. На половині шляху скінчився данський святковий салют і почався шведський.

У Гельсінборзі її зустрічав принц Густав, його брат Карл та посол Данії у Швеції барон Шек. Густав, побоюючись, що дівчина може впасти, спускаючись з яхти на землю, простягнув їй руку зі словами: «Стережіться, мадамǃ», що згодом стало темою пліток при шведському дворі. 27 жовтня Софія Магдалена познайомилася з королем Адольфом Фредеріком в маєтку Штеке та королевою Луїзою Ульрікою в маєтку Себі. Наступного дня була офіційно представлена двору в палаці Дроттнінггольм. На шведську знать принцеса справила добре враження своєю вродою, елегантністю та вмінням танцювати. Шведської вона не знала, втім офіційною мовою двору була французька. Її вінчання з кронпринцом відбулося 4 листопада в Стокгольмі у замковій кірсі Королівського палацу. В якості весільного подарунку від риксдагу Софія Магдалена отримала Стромсхольмський палац.

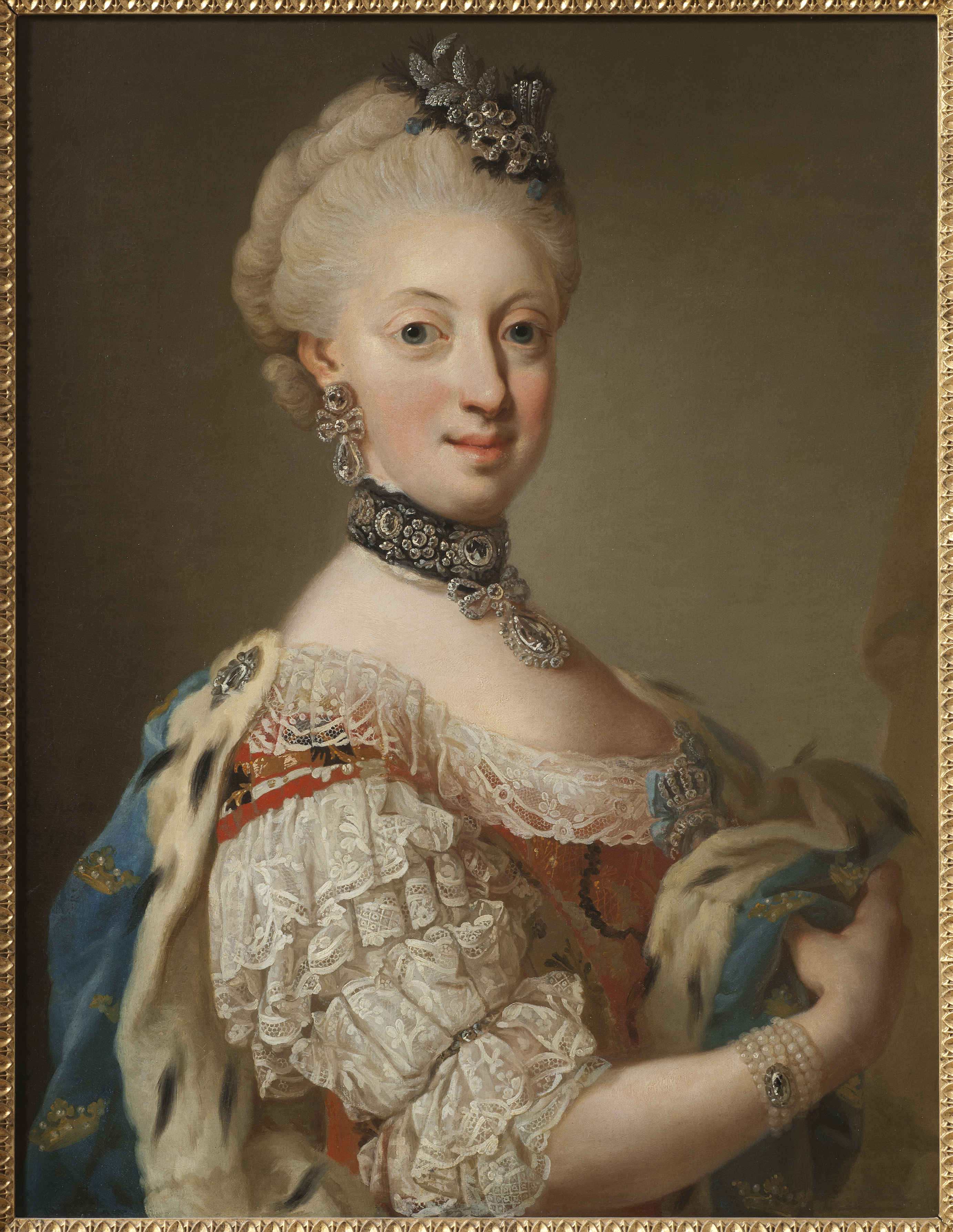
Софія Магдалена на портреті, приписуваному Лоренсу Пашу-молодшому, 1768

Союз виявився невдалим. Дуже швидко кронпринцеса почала конфліктувати з владною свекрухою. Двір, визнавши, що характер у Софії Магдалени стриманий та сором'язливий, був розчарований, вважаючи це за пиху та холодність. До того ж фактично шлюб не був консумований протягом дев'яти років. 
Королева Луїза Ульріка заохочувала відчуження між подружжям. Аби зберігати добрі стосунки з матір'ю, Густав часто ігнорував дружину. Втім, стосунки зі свекором та діверем були теплими. Кронпринцесу також підтримувала партія шапок у риксдагу, вважаючи символом релігійності та доброчесності. Данський посол рекомендував дівчині не втручатися у політику. Шпигуни королеви, однак, донесли, що вона має листи від посла, через що Софію Магдалену ізолювали від будь-яких контактів з посольством. Луїза Ульріка також заохотила сина відправити данських слуг дружини до Копенгагену. Кронпринцеса не погоджувалася цього зробити до 1770 року, що сприяло прохолодним стосункам між подружжям. Гофмейстерина Шарлотта Спарр у 1768 році намагалася сприяти їхньому зближенню у палаці Еколсунд, однак шлюб залишився не консумованим.

### Королева Швеції
Взимку 1771 року мирно спочив король Адольф Фредерік. Густав став правлячим монархом Швеції, а Софія Магдалена — королевою-консортом. 29 травня 1772 вони були короновані у Катендральному соборі Стокгольму. Країна переживала політичну кризу, і у серпні 1772 року Густав III здійснив державний переворот, заарештувавши членів державної ради. Натовп на вулицях радо вітав свого володаря. 21 серпня король звинуватив депутатів риксдагу у продажності і відсутності патріотизму, оголосив основи нової конституції та розпустив парламент, повернувшись до абсолютної монархії. Королева в цей час перебувала в Еколсунді та побоювалась, що чоловік розлучиться з нею, оскільки вона не має нащадків. Про його революційні наміри до здійснення перевороту вона не знала.
Свої церемоніальні обов'язки королева виконувала слухняно, але не любила соціальне життя. Найбільше їй подобалося проводити час наодинці з кількома друзями. Невістка Ядвіґа Шарлотта змальовувала її як вродливу жінку, але холодну та жорстку, хоча й гранично ввічливу, з досконалим знанням етикету. Також їй приписувалися перепади настрою від доброзичливості до надмірної холодності. На публічних виходах Софія Магдалена виглядала гідно та вражаюче. 

Восени 1775 року Густав наважився консумувати шлюб. Будучи недосвіченим, він просив графа Адольфа Фредеріка Мунка проінструктувати його в необхідних діях. Той був присутнім у сусідній із спальнею кімнаті каштелянші Анні Софії Рамстрьом і кілька разів за запрошенням заходив до кімнати подружжя, де, торкаючись обох, спрямовував вірний хід процесу. Після народження кронпринца Мунк отримав численні презенти від короля та королеви, що спричинило появу чуток, начебто він сам був батьком новонародженого. Казали навіть, що граф узяв із королевою таємний шлюб. При дворі знали, що чутки брехливі, однак вони виявилися досить тривалими, і, насамперед, використовувалися опозицією.

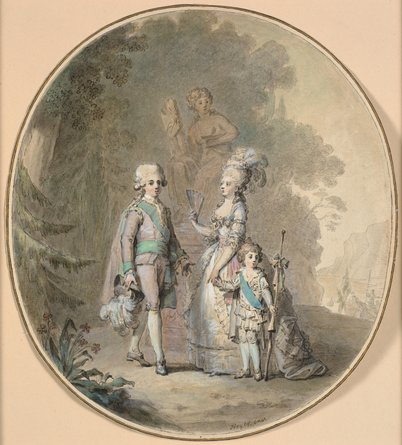
Королівська родина на картині К. Хойєра, близько 1785 року

Всього у подружжя народилося двоє дітей. Після появи молодшого сина чутки щодо батьківства Мунка припинилися. У травні 1784 року у королеви стався викидень. Подальших вагітностей зафіксовано не було, через що дослідники вважають, що пара припинила інтимні стосунки. Втім, надалі вони ставилися одне до одного досить доброзичливо. Особливо їй зблизило переживання щодо подальшої долі королівського подружжя Франції після революції 1789 року.
Вихованням сина королева не займалася, хоча мала з ним теплі та приязні стосунки протягом всього життя.
Під час італійської поїздки чоловіка у 1783—1784 роках давала у Стокгольмі офіційні публічні вечері кожні два тижні, проводила прийоми при дворі, відвідувала Французький театр та шведську оперу. Весь вільний час проводила на самоті, зрідка здійснюючи поїздки країною у супроводі однієї фрейліни та двох лакеїв. Скоро такі мандрівки довелося припинити, оскільки це вважалося неприпустимим.
Після повернення короля до Стокгольму, він дедалі більше часу проводив з чоловіками, навіть виділивши кілька кімнат у палаці своєму фавориту Г. М. Армфельту. Софія Магдалена протестувала проти такої поведінки та домоглася повернення кімнат у своє володіння.
Часто проводила час на самоті, навіть обідаючи, хоча мала двох близьких подруг. Слідкувала за модою. За свідченнями Августи фон Ферзен, завжди була вдягнута красивіше, ніж будь-яка інша жінка при дворі. Була досить освіченою, хоча її рідко сприймали таким чином, оскільки вона рідко заводила розмови. Цікавилася оперою та театром, в придворному театрі зрідка грала ролі. Протягом багатьох років збирала бібліотеку, де були твори різного характеру, від історичних праць до досліджень з ботаніки та пригодницьких оповідань і релігійних текстів. Полюбляла читати, була підписана на французькі журнали, також знайомилася зі шведськими газетами. Листувалася з данськими родичами.
Майже не втручалася у політику. Лише у серпні 1788 року під час російсько-шведської війни Густав доручив дружині домовитися з Данією про мир, оскільки та була союзницею Росії і повідомила Швецію про початок бойових дій. Лист королеви справив велике враження на данський двір. На Копенгаген також тисли Велика Британія та Пруссія. Зрештою, фактичні військові дії завершилися через місяць із десятьма загиблими з обох боків. Наступного року був підписаний формальний мир на умовах статус-кво.
Від 1789 року король Густав піддавався бойкоту з боку жінок вищої аристократії, до якого долучилися його власна сестра та невістка. Софія Магдалена в цьому участі не брала і заборонила в її присутності розмовляти про політику. Восени 1790 року Густав через бойкот вирішив залишитися у Дроттнінггольмі. Королева через певний час повернулася до столиці без його згоди. Чоловік вирішив, що вона бажає приєднатися до його противників, в той час як справжньою причиною було погіршення здоров'я, оскільки в заміському палаці в ту пору року було вже досить холодно, а на додачу королева захворіла на вушну інфекцію. Підозрюючи її в недоброзичливості, він вимагав аби під час його закордонних поїздок дружина не спілкувалося з сином, чим викликав її велике обурення.
16 березня 1792 року під час балу-маскараду на життя короля був здійснений замах. Поранений Густав III певний час продовжував виконувати обов'язки голови держави, і спроба перевороту виявилася невдалою. Втім, він помер від сепсису за два тижні. Королева прежила сильний жах і потрясіння від його вбивства.

### Подальше життя

Портрет королеви Я. Бйорка, 1788

Королем став їхній 13-річний син Густав Адольф. Змовники планували зробити регентом Софію Магдалену замість Карла Седермландського, про що стало відомо в палаці. Оскільки королева в траурі плакала лише у випадках, предписаних церемоніалом, це викликало певні підозри.
Регентом було призначено Карла Седермландського. Софія Магдалена більше не бажала виконувати представницьких обов'язків і перестала відвідувати палац Дроттнінггольм. Місцем її проживання як удови було призначено палац Стомсхольм. Вона регулярно навідувала сина, з яким поділяла пристрасть до релігії. Багато займалася благодійністю.
У 1797 році наполягла на зміні придворного протоколу для знайомства з майбутньою невісткою Фредерікою Баденською, бажаючи позбавити її холодності першого прийому. Із появою нової королеви рідко бувала при дворі, обмежуючись неділями та святами, більшу частину часу проводячи у власних маєтках. В придворному житті участі не брала.
У 1808 році відмовилася від Стромсхольмського палацу на користь Ульріксдаля. Надалі жила у палаці Ульріксдаль влітку та в апартаментах у північному крилі Стокгольмського палацу в зимову пору року.
У березні 1809 року Густава Адольфа було усунуто від влади. Софії Магдалені відмовили у побаченнях із заарештованим сином, що викликало її великий смуток. Більше Густава Адольфа вона не бачила: той підписав зречення та з родиною переселився до Німеччини. Королеві вдалося попрощатися з невісткою та онуками перед їхнім від'їздом. Протягом решти життя вона продовжувала з ними листування.
У листопаді 1810 року була представлена спадкоємцю корони Жану Бернадоту. Той очікував холодного прийому, але Софія Магдалена запевнила його, що не має неприязні, оскільки не він позбавив її сина трону. 1811 року вона також познайомилася з його дружиною Дезіре Кларі.
Тривалий час страждала від загального погіршення здоров'я та хвороби очей. У травні 1813 року перенесла інсульт. Пішла з життя 21 серпня 1813 року в палаці Ульріксдаль під час правління свого діверя Карла XIII. Була похована з великими урочистостями поруч із молодшим сином у церкві Ріддаргольмена в Стокгольмі.

## Родина

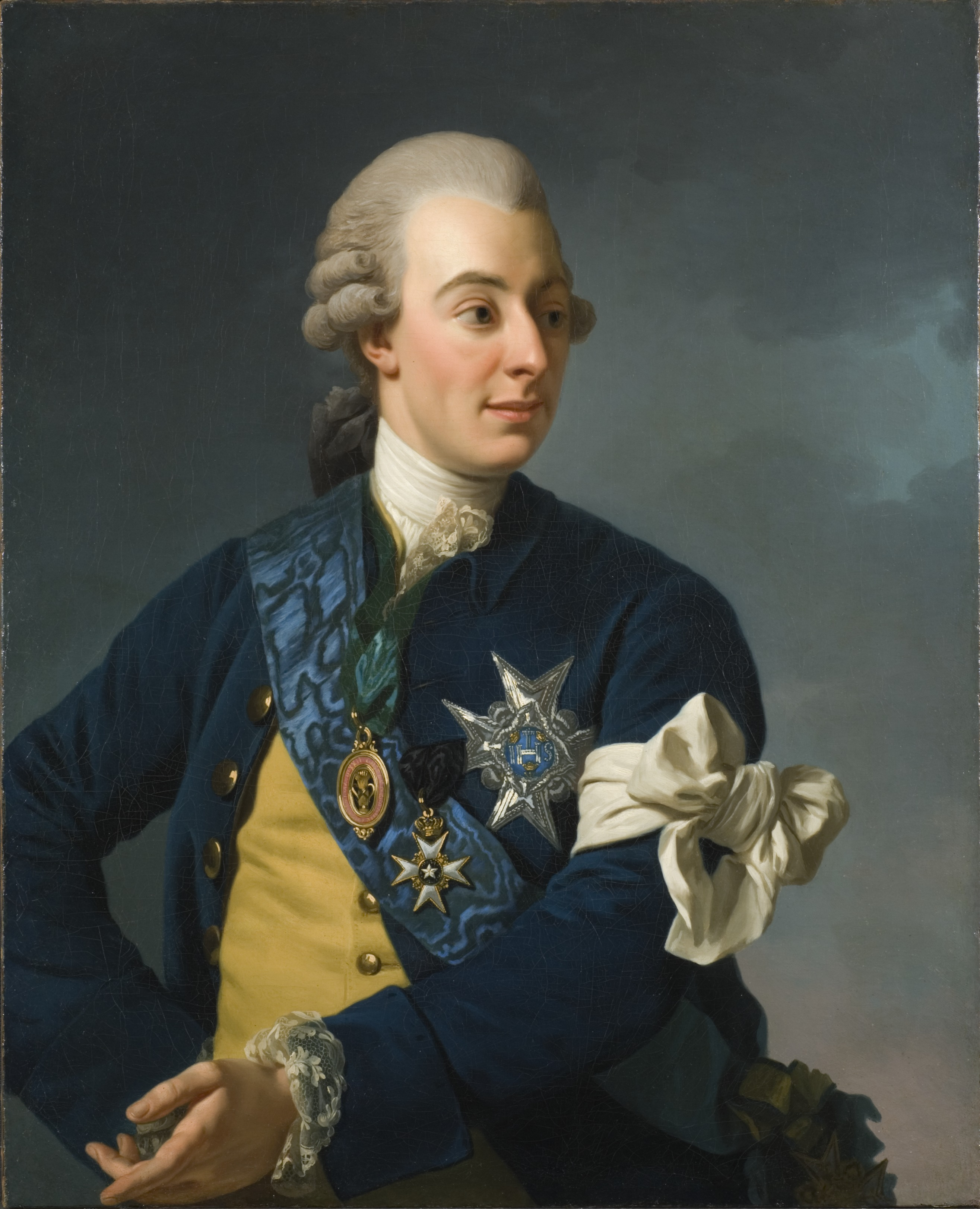
Густав III на портреті А. Росліна, 1772

Чоловік — Густав III, король Швеції
Діти:
- Густав Адольф (1778—1837) — наступний король Швеції у 1792—1809 роках, був одружений із принцесою Фредерікою Баденською, мав п'ятеро дітей;
- Карл Густав (1782—1783) — прожив 7 місяців.

## Титули
- 3 липня 1746—1 жовтня 1766 — Її Королівська Високість Принцеса Софія Магдалена Данська та Норвезька;
- 1 жовтня 1766—12 лютого 1771 — Її Королівська Високість Кронпринцеса Швеції;
- 12 лютого 1771—29 березня 1792 — Її Величність Королева Швеції;
- 29 березня 1792—21 серпня 1813 — Її Величність Королева-Вдова Швеції.